# کاباله
کاباله (به لاتین: Kabale) یک منطقهٔ مسکونی در اوگاندا است که در منطقه کاباله واقع شده‌است. کاباله براساس سرشماری ۲۰۱۰، ۴۹٬۶۰۰ نفر جمعیت دارد. این کشور دارای یک فلات مرکزی کم‌ارتفاع با پوشش گیاهی گرم‌دشت (ساوانا) می‌باشد. در اطراف دریاچه ویکتوریا، استعداد خاک برای کشاورزی بیش از سایر نقاط است. همچنین این دریاچه از نظر ماهیگیری نیز اهمیت به سزایی دارد. در غرب این کشور رشته کوهی با حد اکثر ارتفاع ۵۱۱۸ متر وجود دارد. اوگاندا دارای آب و هوای معتدل با میانگین دمای ۲۴–۲۱ درجه سانتی گراد، و میزان بارش سالانه ۱۵۰–۷۵ سانتی‌متر می‌باشد. رودهای مهم جاری در این کشور نیل و سملیکی است.